# (25835) Tomzega
(25835) Tomzega est un astéroïde de la ceinture principale.

## Description
(25835) Tomzega est un astéroïde de la ceinture principale. Il fut découvert le 3 mars 2000 aux Monts Santa Catalina par le projet CSS. Il présente une orbite caractérisée par un demi-grand axe de 3,19 UA, une excentricité de 0,08 et une inclinaison de 15,3° par rapport à l'écliptique.

## Compléments